# Nicolas Baudin Island Conservation Park
Nicolas Baudin Island Conservation Park är en park i Australien. Den ligger i delstaten South Australia, omkring 460 kilometer nordväst om delstatshuvudstaden Adelaide. Nicolas Baudin Island Conservation Park ligger 2 meter över havet. Den ligger på ön Nicolas Baudin Island.
Trakten är glest befolkad. Närmaste större samhälle är Sceale Bay, nära Nicolas Baudin Island Conservation Park. 
Genomsnittlig årsnederbörd är 469 millimeter. Den regnigaste månaden är juni, med i genomsnitt 105 mm nederbörd, och den torraste är december, med 9 mm nederbörd.